# Heinrich Stern (Politiker)
Heinrich Stern (* 27. Mai 1897 in Großkadolz; † 9. Dezember 1974 in Tulln an der Donau) war ein österreichischer Politiker (SPÖ) und Eisenbahner. Stern war von 1945 bis 1949 Abgeordneter zum Landtag von Niederösterreich.
Stern besuchte die Volksschule und wurde 1911 Geschäftsdiener. Während des Ersten Weltkriegs diente Stern zwischen 1915 und 1918 den Militärdienst ab, wobei er während des Krieges eine Verwundung erlitt. Nach dem Ersten Weltkrieg wechselte Stern 1920 in den Dienst des Österreichischen Bundesheers, nach dem Zweiten Weltkrieg war er von 1945 bis 1950 SPÖ-Bezirksparteivorsitzender und Vizebürgermeister in Tulln an der Donau. Stern vertrat die SPÖ zwischen dem 12. Dezember 1945 und dem 5. November 1949 im Niederösterreichischen Landtag.